# EXL 100
EXL 100 — персональный компьютер, выпущенный в 1984 году французской компанией Exelvision на базе микропроцессора TMS 7020 от Texas Instruments.

## Описание
Использовался в школах, было поставлено 9000 единиц. Дизайн необычен, клавиатура и джойстик были подключены к центральному блоку не кабелем, а через инфракрасную связь и работали от батареи. Было доступно несколько расширений, среди которых модем, дисковод и 16 КБ энергонезависимая память BIOS, работающая от встроенной литиевой батареи. А звуковой процессор TMS 5220 был способен синтезировать французскую речь, что было ещё одной необычной особенностью. Компьютер поставлялся с версией BASIC на картридже под названием ExelBasic.